# Đại Minh phong hoa
Đại Minh phong hoa (tiếng trung: 大明風華, tiếng Anh: Ming Dynasty), là một bộ phim truyền hình dài tập được phát sóng năm 2019 lấy bối cảnh Minh triều được cải biên tiểu thuyết Lục triều kỷ sự của Liên Trúc Tĩnh Y với sự tham gia của Thang Duy, Chu Á Văn, Đặng Giai Giai, Kiều Chấn Vũ, Ngô Việt, Trương Nghệ Hưng. Phim phát sóng trên đài truyền hình Hồ Nam TV cho đến năm 2020. Ở Việt Nam, bộ phim còn được biết đến với tên gọi Quyền lực vương triều.

## Giới thiệu
Phim bắt đầu vào cuối những năm Kiến Văn, Yến vương Chu Đệ làm phản dẫn quân tấn công vào Hoàng cung đồ sát, Kiến Văn Đế vì vậy mà phải cạo đầu đi tu. Trong bạo loạn, ngự sử đại phu Cảnh Thanh cùng gia quyến phải chạy trốn nhưng không thành, kết cục ông cùng vợ mình chết dưới lưỡi gươm của bạo quân nhưng may mắn thay là 2 cô con gái của ông đã chạy trốn khỏi cuộc bạo loạn. Con gái lớn Nhược Vi được phó tướng Tôn Trung cứu thoát và đưa ra khỏi cung, con gái nhỏ Thiện Tường được Thái tử Chu Cao Sí cứu ở lại trong cung làm cung nữ. Từ đó một người trong cung một người ngoài cung ly biệt nhiều năm. Mười năm sau, Nhược Vi cùng huynh đệ được giao cho nhiệm vụ ám sát Chu Đệ và cũng vì vậy mà cô gặp Chu Chiêm Cơ khi đó là Hoàng thái tôn. Cả hai ban đầu như nước với lửa nhưng dần già đã bị tình cảm của đối phương làm cho cảm động. Không ngờ ở trong cung, Nhược Vi đã tìm lại được em gái thất lạc nhiều năm - Thiện Tường nhưng lúc này cô đã trở thành Hoàng hậu của Chu Chiêm Cơ, còn bản thân cũng trở thành Hoàng phi. Trải qua bao nhiêu trắc trở, cuối cùng, Nhược Vi quyết định phò trợ chồng con, bảo vệ an nguy xã tắc Đại Minh

## Phân vai

### Vai chính
| Diễn viên                                | Nhân vật lịch sử             | Nhân vật       | Giới thiệu |
| ---------------------------------------- | ---------------------------- | -------------- | --- |
| Thang Duy Hồi nhỏ：Hoàng Dương Điềm Điềm | Hiếu Cung Chương Hoàng hậu   | Tôn Nhược Vy   | Cô nhi → Hoàng thái tôn tần → Hoàng thái tử tần → Hoàng phi → Hoàng hậu → Hoàng thái hậu → Hiếu Cung Chương Hoàng hậu (truy thụy) Con gái của một ngự y bị giết dưới thời trị vì của Kiến Văn Đế, sau đó được Tôn Trung nhận nuôi và đổi tên thành Tôn Nhược Vy. Là người thông minh và dũng cảm, Nhược Vy khao khát được đoàn tụ với em gái mình, người đã bị thất lạc khi họ đang chạy trốn. Sau này, cả hai đã đoàn tụ với tư cách là thê thiếp của Chu Chiêm Cơ: Nhược Vy là thiếp còn Hồ Thiện Tường, em gái thất lạc của cô trở thành chính thất. Sau khi Chu Chiêm Cơ lên ngôi, cô cố gắng bảo vệ em gái (lúc này là Hoàng hậu) khỏi sự nghi ngờ và ngờ vực của Hoàng đế nhưng thất bại khi Chu Chiêm Cơ phát hiện ra Hồ Thiện Tường phản bội anh để ủng hộ Hán vương, người đã đề cử cô trong buổi dự tuyển Thái tôn phi. Chu Chiêm Cơ sau đó phế truất Hồ Thiện Tường và phong cô lên làm Hoàng hậu. Sau khi Chu Chiêm Cơ chết, Nhược Vi được giao nhiệm vụ cai trị đất nước, nuôi dạy con trai của họ, đối phó với các thế lực thù địch. Sau cùng, cô cảm thấy mệt mỏi với những âm mưu chính trị mà cô chứng kiến trong Hoàng cung, nên đã cắt đứt quan hệ với con trai và rời vương quốc để đi du lụch khắp thế giới cùng cùng tình yêu đích thực của mình là Từ Tân, thực hiện ước nguyện thời thiếu nữ của mình. |
| Chu Á Văn                                | Minh Tuyên Tông              | Chu Chiêm Cơ   | Thế tôn → Hoàng tôn → Hoàng thái tôn → Hoàng thái tử → Hoàng Đế → Minh Tuyên Tông Con trai của Thái tử Chu Cao Sí và Hoàng thái tử phi Trương Nghiên. Là người đầy tham vọng, kiêu hãnh và luôn mong muốn được tài giỏi giống như ông nội Minh Thành Tổ của mình. |
| Đặng Giai Giai Hồi nhỏ: Lâm Tịch         | Cung Nhượng Chương Hoàng hậu | Hồ Thiện Tường | Cô nhi → Cung Chính ti Thượng nghi cục nữ quan → Cung Chính ti Thượng nghi cục phó thự → Hoàng thái tôn phi → Hoàng thái tử phi → Hoàng hậu → Tam Thanh quan đạo sĩ → Thái phi → Cung Nhượng Chương Hoàng hậu (truy thụy) Em gái thất lạc từ lâu của Tôn Nhược Vi. Sau khi hai chị em thất lac, cô được Hồ thượng nghi nhận nuôi và trở thành cung nữ. Là người tham vọng và bị ám ảnh bởi quyền lực, cô trở thành Hoàng thái tôn của Chu Chiêm Cơ với sự giúp đỡ của Hán vương. |

### Vai phụ
- Kiều Chấn Vũ trong vai Từ Tân

### Hoàng thất
- Vương Học Kỳ trong Vai Minh Thành Tổ Chu Đệ
- Lưu Quang Hoa trong vai Minh Nhân Tông Chu Cao Sí
- Ngô Việt trong vai Thái hoàng thái hậu (Thành Hiếu Chiêu Hoàng hậu) Trương Nghiên
- Du Hạo Minh trong vai Hán Vương Chu Cao Hú
- Trương Nghệ Hưng trong vai Minh Anh Tông Chu Kì Trấn
- Hứa Tường trong vai Minh Thái Tổ Chu Nguyên Chương
- Đàm Học Lượng trong vai Minh Huệ Đế Chu Doãn Văn
- Loan Nguyên Huy trong vai Triệu vương Chu Cao Toại
- Long Ny trong vai Hán vương phi
- Ngô Nam trong vai Triệu vương phi
- Lý Hân Lượng trong vai Kiến Văn Đế (Minh Đại Tông) Chu Kì Ngọc
- Hồ Linh Manh trong vai Kiến Văn Đế Hoàng hậu (Túc Hiếu Hoàng hậu)
- Lâm Tĩnh Triết trong vai Kiến Văn Đế Thái tử (Hoài Hiến Thái tử) Chu Kiến Tế
- Triệu Anh Tử trong vai An Quý phi
- Tôn Kiêu Kiêu trong vai Phác Quý phi
- Trịnh Tích Long trong vai Chu Mạnh Hoàn

### Nhân vật khác
- Vương Nghị Phàm trong vai Phương Hiếu Nhụ
- Cao Khải Nguyên trong vai Giải Tấn
- Trương Hạo trong vai Dương Sĩ Kỳ
- Khương Dương trong vai Trương Vinh
- Dương Duy Kỳ trong vai Dương Phổ
- Chu Vân Thâm trong vai Cảnh Thanh
- Tô Khả trong vai Vu Khiêm
- Quách Chi Đình trong vai Phiền Trung
- Quách Gia Nặc trong vai Trần Văn Vinh
- Đường Giám Quân trong vai Từ Hỏi Trinh
- Phó Lôi trong vai Thạch Hanh
- Dương Thường Thanh trong vai Tào Cát Tường
- Đái Siêu Đông trong vai Tào Bân
- Thân Giáp Triết trong vai Thạch Bảo
- Hoàng Chính Hiền trong vai Ngô Cẩn
- Lý Thái trong vai Trịnh Hòa
- Hoàng Đức Nghị trong vai Vương Chấn
- Xương Long trong vai Hỉ Ninh
- Chu Tiểu Ngọc trong vai Diệp Thu
- Tào Minh Hoa trong vai Mã Cáp Mộc
- Ba Sâm trong vai Dã Tiên
- Khúc Ni Thứ Dân trong vai Kỳ Mộc Cách
- Tư Lực Canh trong vai Bá Nhan Thiếp Mộc Nhi
- Lý Quảng Hàn trong vai Diêu Quảng Hiếu
- Tôn Diệu Kỳ trong vai Song Hỉ
- Sư Duyệt Linh trong vai Hồ thượng nghi
- Vương Vĩ trong vai Tâm Mi
- Ngụy Nguy trong vai Hoàng Phủ Vân Hòa
- Trữ Gia Ức trong vai Cảnh Thanh thê tử
- Hầu Nham Tùng trong vai Tôn Trung
- Lạc Tang Niệm Trát trong vai Nhiếp Hưng
- Thôi Điềm Y Trong vai Tiểu Đậu Tử
- Khang Kiệt trong vai Trương Khắc Kiệm
- Cố Ngữ Hàm trong vai An Ca

## Đánh giá
- Đánh giá cao nhất được tô màu đỏ, thấp nhất là màu xanh dương

| Đánh giá trên kênh CSM59 City của Hồ Nam TV | Đánh giá trên kênh CSM59 City của Hồ Nam TV | Đánh giá trên kênh CSM59 City của Hồ Nam TV | Đánh giá trên kênh CSM59 City của Hồ Nam TV |
| Ngày phát sóng                              | Đánh giá (%)                                | Bình chọn khán giả (%)                      | Thứ hạng                                    |
| ------------------------------------------- | ------------------------------------------- | ------------------------------------------- | ------------------------------------------- |
| 2019.12.17                                  | 1.918                                       | 7.23                                        | 1                                           |
| 2019.12.18                                  | 1.918                                       | 7.36                                        | 1                                           |
| 2019.12.19                                  | 1.892                                       | 7.08                                        | 1                                           |
| 2019.12.20                                  | 1.854                                       | 6.15                                        | 1                                           |
| 2019.12.21                                  | 1.718                                       | 5.79                                        | 1                                           |
| 2019.12.22                                  | 1.993                                       | 7.09                                        | 1                                           |
| 2019.12.23                                  | 1.949                                       | 7.51                                        | 1                                           |
| 2019.12.24                                  | 1.909                                       | 7.26                                        | 1                                           |
| 2019.12.25                                  | 1.975                                       | 7.36                                        | 1                                           |
| 2019.12.26                                  | 2.044                                       | 7.73                                        | 1                                           |
| 2019.12.27                                  | 1.549                                       | 5.37                                        | 2                                           |
| 2019.12.28                                  | 1.504                                       | 4.99                                        | 2                                           |
| 2019.12.29                                  | 1.906                                       | 6.91                                        | 1                                           |
| 2019.12.30                                  | 2.078                                       | 7.72                                        | 1                                           |
| 2020.1.1                                    | 2.111                                       | 7.56                                        | 1                                           |
| 2020.1.2                                    | 1.913                                       | 7                                           | 1                                           |
| 2020.1.3                                    | 1.672                                       | 5.65                                        | 1                                           |
| 2020.1.4                                    | 1.69                                        | 5.48                                        | 2                                           |
| 2020.1.5                                    | 2.048                                       | 7.13                                        | 1                                           |
| 2020.1.6                                    | 2.288                                       | 8.32                                        | 2                                           |
| 2020.1.7                                    | 2.191                                       | 7.83                                        | 1                                           |
| 2020.1.8                                    | 2.266                                       | 8.15                                        | 1                                           |
| 2020.1.9                                    | 2.28                                        | 8.06                                        | 1                                           |
| 2020.1.10                                   | 2.095                                       | 7.12                                        | 1                                           |
| 2020.1.11                                   | 1.714                                       | 5.59                                        | 1                                           |
| 2020.1.12                                   | 2.256                                       | 7.77                                        | 1                                           |
| 2020.1.13                                   | 2.136                                       | 7.69                                        | 1                                           |
| 2020.1.14                                   | 2.034                                       | 7.26                                        | 1                                           |
| 2020.1.15                                   | 2.01                                        | 7.06                                        | 1                                           |
| 2020.1.16                                   | 2.012                                       | 7.11                                        | 1                                           |
| 2020.1.17                                   | 1.959                                       | 6.88                                        | 1                                           |
| 2020.1.19                                   | 1.033                                       | 3.56                                        | 5                                           |
| 2020.1.20                                   | 1.951                                       | 6.97                                        | 1                                           |
| 2020.1.21                                   | 1.951                                       | 7.05                                        | 1                                           |
| 2020.1.22                                   | 1.926                                       | 6.7                                         | 1                                           |
| 2020.1.23                                   | 1.911                                       | 6.11                                        | 1                                           |
| Đánh giá trung bình                         | 1.935                                       | 6.88                                        | /                                           |

| Đánh giá trên CSM National Network của Hồ Nam TV | Đánh giá trên CSM National Network của Hồ Nam TV | Đánh giá trên CSM National Network của Hồ Nam TV | Đánh giá trên CSM National Network của Hồ Nam TV | Đánh giá trên CSM National Network của Hồ Nam TV |
| Ngày phát sóng                                   | Đánh giá (%)                                     | Bình chọn khán giả (%)                           | Thứ hạng (bao gồm cả CCTV)                       | Thứ hạng (không bao gồm CCTV)                    |
| ------------------------------------------------ | ------------------------------------------------ | ------------------------------------------------ | ------------------------------------------------ | ------------------------------------------------ |
| 2019.12.17                                       | 0.75                                             | 3.4                                              | 2                                                | 1                                                |
| 2019.12.18                                       | 0.82                                             | 3.75                                             | 2                                                | 1                                                |
| 2019.12.19                                       | 0.81                                             | 3.64                                             | 2                                                | 1                                                |
| 2019.12.20                                       | 0.92                                             | 3.3                                              | 2                                                | 1                                                |
| 2019.12.21                                       | 0.82                                             | 2.94                                             | 3                                                | 1                                                |
| 2019.12.22                                       | 0.81                                             | 3.45                                             | 3                                                | 1                                                |
| 2019.12.23                                       | 0.77                                             | 3.55                                             | 2                                                | 1                                                |
| 2019.12.24                                       | 0.76                                             | 3.39                                             | 4                                                | 1                                                |
| 2019.12.25                                       | 0.80                                             | 3.50                                             | 3                                                | 1                                                |
| 2019.12.26                                       | 0.5                                              | 3.54                                             | 3                                                | 1                                                |
| 2019.12.27                                       | 0.60                                             | 2.18                                             | 4                                                | 2                                                |
| 2019.12.28                                       | 0.66                                             | 2.36                                             | 3                                                | 1                                                |
| 2019.12.29                                       | 0.90                                             | 3.88                                             | 3                                                | 1                                                |
| 2019.12.30                                       | 0.85                                             | 3.76                                             | 3                                                | 1                                                |
| 2020.1.1                                         | 0.96                                             | 4.19                                             | 2                                                | 1                                                |
| 2020.1.2                                         | Không có dữ liệu                                 | Không có dữ liệu                                 | Không có dữ liệu                                 | Không có dữ liệu                                 |
| 2020.1.3                                         | 0.64                                             | 2.37                                             | 3                                                | 1                                                |
| 2020.1.4                                         | 0.64                                             | 2.33                                             | 4                                                | 2                                                |
| 2020.1.5                                         | 0.85                                             | 3.53                                             | 2                                                | 1                                                |
| 2020.1.6                                         | 0.97                                             | 4.17                                             | 2                                                | 1                                                |
| 2020.1.7                                         | 0.93                                             | 2.89                                             | 2                                                | 1                                                |
| 2020.1.8                                         | 1.02                                             | 4.25                                             | 2                                                | 1                                                |
| 2020.1.9                                         | 0.96                                             | 3.98                                             | 2                                                | 1                                                |
| 2020.1.10                                        | 1.13                                             | 4.3                                              | 2                                                | 1                                                |
| 2020.1.11                                        | 0.77                                             | 2.78                                             | 3                                                | 1                                                |
| 2020.1.12                                        | 1.16                                             | 4.56                                             | 2                                                | 1                                                |
| 2020.1.13                                        | 1.19                                             | 4.98                                             | 2                                                | 1                                                |
| 2020.1.14                                        | 1.08                                             | 4.38                                             | 2                                                | 1                                                |
| 2020.1.15                                        | 1.03                                             | 4.08                                             | 2                                                | 1                                                |
| 2020.1.16                                        | 1.11                                             | 4.5                                              | 3                                                | 1                                                |
| 2020.1.17                                        | 1.16                                             | 4.65                                             | 1                                                | 1                                                |
| 2020.1.19                                        | 0.70                                             | 2.70                                             | 4                                                | 2                                                |
| 2020.1.20                                        | 1.06                                             | 4.27                                             | 2                                                | 1                                                |
| 2020.1.21                                        | 1.06                                             | 4.38                                             | 2                                                | 1                                                |
| 2020.1.22                                        | 1.16                                             | 4.64                                             | 2                                                | 1                                                |
| 2020.1.23                                        | 1.08                                             | 3.86                                             | 2                                                | 1                                                |
| Đánh giá trung bình                              | 0.89                                             | 3.67                                             | /                                                | /                                                |